# Шилос (приток Выга)
Шилос — ручей в России, протекает по территории Валдайского сельского поселения Сегежского района и Чёлмужского сельского поселения Медвежьегорского района Республики Карелии. Длина ручья — 26 км, площадь водосборного бассейна — 78,4 км².
Ручей берёт начало из ламбины без названия в 11 км к западу от урочища Тайгиницы. В верхнем течении имеет название Пономарев Ручей, после чего, протекая через озеро Шилос, меняет своё название на ручей Шилос.
Ручей в общей сложности имеет 11 притоков суммарной длиной 30 км.
Втекает на высоте 90,2 м над уровнем моря в реку Выг.
Населённые пункты на ручье отсутствуют.
Код объекта в государственном водном реестре — 02020001212202000005452.